# Bagdad Café
Pour les articles homonymes, voir Bagdad Café (homonymie).
Pour plus de détails, voir Fiche technique et Distribution.
Bagdad Café (Out of Rosenheim) est une comédie dramatique américano-allemande, co-écrite par Eleonore Adlon et Percy Adlon, et réalisée par Percy Adlon, sortie en 1987.
C'est l'histoire de la rencontre de deux femmes en crise et que tout différencie, mais qui se reconstruisent ensemble. C'est aussi une parabole sur l'étranger solitaire, perdu, rejeté, généreux, aux facultés inattendues, qui finit par être accepté, aimé, et indispensable dans ce qui devient sa nouvelle famille. C'est enfin une célébration jubilatoire de la diversité ethnique et culturelle.
Une touriste allemande, au maintien strict et à la tenue bavaroise typiques, se dispute soudain avec son mari et s'en sépare dans le désert ouest-américain de la route 66. Elle se retrouve dans un motel-café délabré, tenu par une patronne métisse excédée, qui vient de chasser son mari, et qui se méfie de cette visiteuse tombée d'un autre monde. Mais devant les efforts d'amitié de la nouvelle venue, et la similitude de leurs solitudes, la glace se brise. D'autant qu'un habitué tombe amoureux de la touriste. Celle-ci s'improvise prestidigitatrice, les deux femmes animent les soirées du café qui devient célèbre, et tout revit.

## Synopsis
Jasmine Münchgstettner, touriste allemande venue de la ville de Rosenheim (à 50 km au sud-est de Munich), se dispute en plein désert avec son mari, et part seule à pied le long de la route 66 avec, par erreur, pour bagage, la valise de son mari contenant sa garde-robe très bavaroise et un jeu de magie. Elle échoue au Bagdad Café, un motel poussiéreux situé en pays indien mojave, au loin de Las Vegas. Ce motel est géré par Brenda, une Afro-Américaine pauvre, qui l'accueille fraîchement. Jasmine s'imagine déjà cuisant dans une marmite, cernée d'Africains dansant autour du repas. Brenda est épuisée et excédée, elle aussi vient de se disputer avec son mari qu'elle a chassé. Elle élève seule ses enfants qui l'exaspèrent : son fils joue Bach au piano toute la journée, sa fille est une adolescente superficielle et son petit-fils, un enfant en bas âge. Méfiante, elle demande au shérif local — un Amérindien bienveillant aux longues nattes — de vérifier les papiers de Jasmine. Le motel est peuplé de marginaux pittoresques issus de cultures diverses : un serveur amérindien lymphatique ; Rudi Cox, un ancien peintre décorateur d'Hollywood ; une tatoueuse solitaire ; Eric, un campeur lanceur de boomerang. 
Jasmine tente de se faire accepter. Elle prend soin du bébé et nettoie le motel « en bonne Allemande », mais Brenda, incapable de dépasser ses préoccupations, et à qui il ne reste que le pouvoir d'être la patronne de son café, continue à l'agresser. Cependant, elle finit par s'attendrir devant les efforts de Jasmine et prend celle-ci en considération. Le peintre aussi apprécie la touriste allemande, dont il fait des tableaux naïfs de plus en plus dénudés. Jasmine commence à trouver là sa nouvelle vie et s'institue progressivement serveuse du café. Elle explore la mallette de prestidigitation de son mari, et crée progressivement des spectacles de soirée au café, que les routiers apprécient. Elle bouleverse la vie de cette petite communauté et les deux femmes, si différentes, deviennent amies.
Mais Jasmine, dont le visa de touriste a expiré et qui n'a pas de permis de travail, doit repartir en Allemagne, au désarroi de tous. Brenda attend en vain des nouvelles. Après quelques mois, Jasmine téléphone de Rosenheim (cf. la chanson générique du film, Calling You, qui en est aussi une métaphore) et finit par revenir. Les deux femmes s'étreignent et rient ensemble. Tous les soirs, le Bagdad Café est à nouveau bondé, une foule multiculturelle participe au spectacle — amateur, mais de qualité —, sous l'œil éberlué du mari de Brenda mêlé au public.
Le peintre amoureux de Jasmine lui offre de l'épouser, en théorie pour régler sa situation aux USA. Elle répond : « Il faut que j’en parle à Brenda. »

## Fiche technique
- Titre original : Out of Rosenheim
- Titre francophone : Bagdad Café
- Réalisation : Percy Adlon
- Scénario : Percy Adlon, Eleonore Adlon
- Dialogues : Christopher Doherty
- Décors : Bernt Amadeus Capra, Byrnadette Di Santo, Christian Bachet
- Costumes : Regine Bätz
- Peintures : Robert Campbell
- Photographie : Bernd Heinl (de)
- Son : Heiko Hinderks
- Montage : Norbert Herzner (de)
- Musique : Bob Telson
- Production : Percy Adlon, Felix Adlon, Dietrich von Watzdorf
  - Production exécutive : Eleonore Adlon
- Sociétés de production : Pro-ject Filmproduktion im Filmverlag der Autoren (en) (Allemagne), Pelemele Film, Hessischer Rundfunk (Allemagne), et Bayerischer Rundfunk (Allemagne)
- Sociétés de distribution : MK2 (France), Filmverlag der Autoren (en) (Allemagne)
- Pays d'origine :  Allemagne de l'Ouest,  États-Unis
- Langues originales : allemand, anglais
- Format : couleur (Eastmancolor) — 35 mm — 1,85:1 — Dolby SR
- Genre : comédie dramatique
- Durée : 95 minutes
- Dates de sortie :
  - Allemagne de l'Ouest : 12 novembre 1987
  - France : 20 avril 1988
  - États-Unis : 22 avril 1988
- Classification :
  - France : tous publics (visa d'exploitation no 67487 délivré le 14 avril 1988)

## Distribution
- Marianne Sägebrecht (VF : Hélène Vallier) : Jasmine Münchgstettner
- CCH Pounder (VF : Maïk Darah) : Brenda
- Jack Palance (VF : Jean Lagache) : Rudi Cox
- Christine Kaufmann : Debby
- Monica Calhoun : Phyllis, la fille de Brenda
- Darron Flagg : Salomo, le fils de Brenda
- George Aguilar : Cahuenga, le serveur amérindien
- G. Smokey Campbell (VF : Med Hondo) : Sal
- Hans Stadlbauer (de) (VF : Edmond Bernard) : M. Münchgstettner
- Alan S. Craig : Eric, le campeur lanceur de boomerang
- Apesanahkwat (VF : Georges Atlas) : le shérif Arnie
- Ronald Lee Jarvis : Ron, un routier
- Mark Daneri : Mark, un routier
- Ray Young : Ray, un routier
- Gary Lee Davis : Gary, un routier

## Production

### Tournage
Le film a été tourné du 16 mars au 16 avril 1987 à Bagdad, Barstow, Daggett, dans le désert des Mojaves et à Newberry Springs (Californie).

Extérieurs en Californie
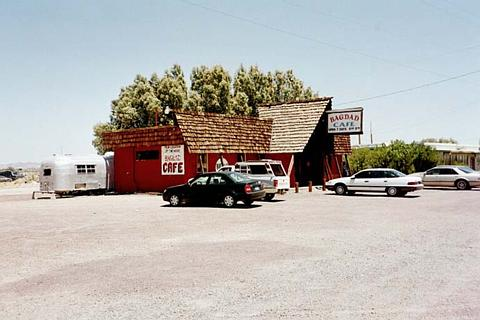
Le Bagdad Café, principal décor du film, été 2001.
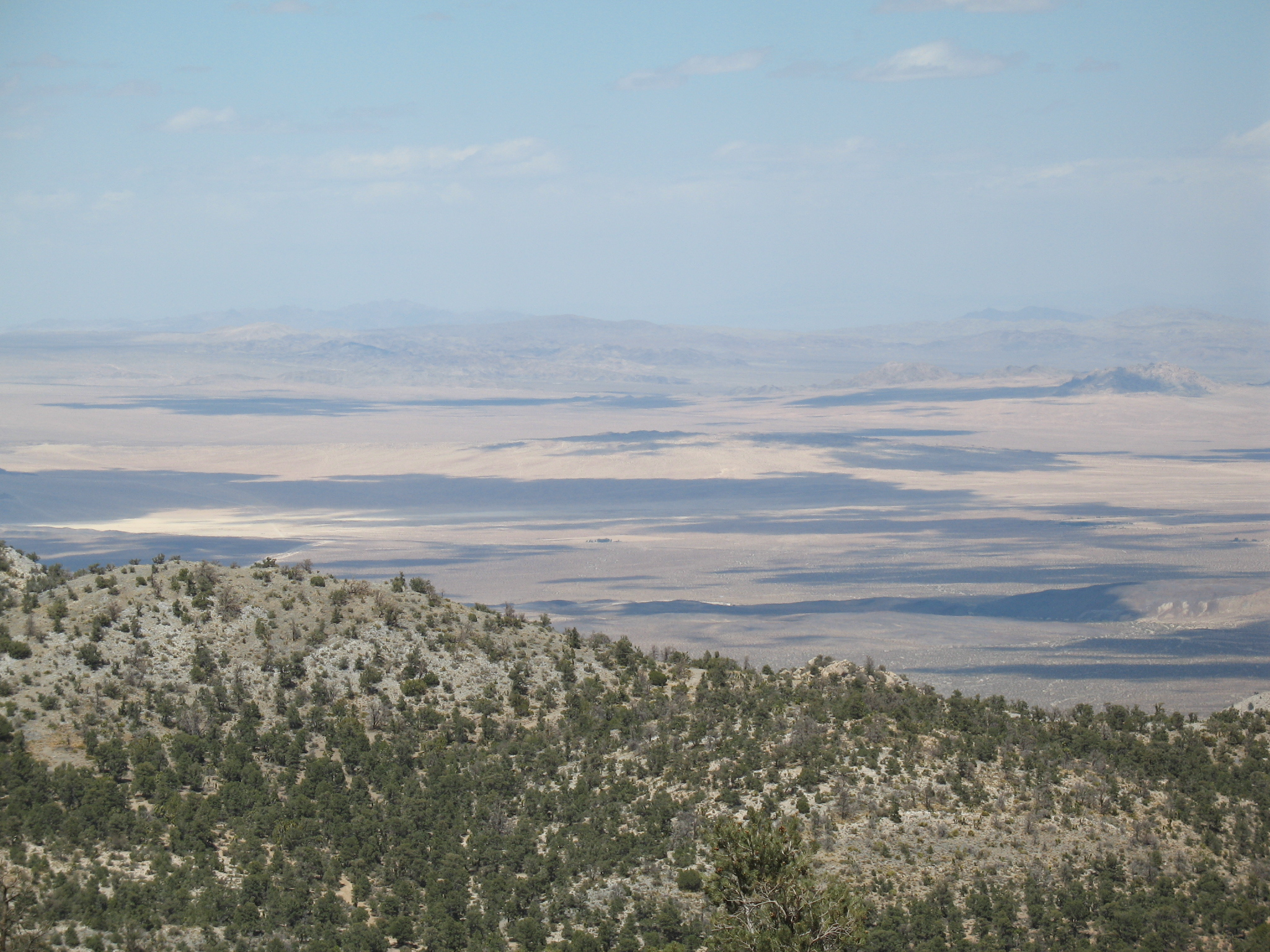
Le désert des Mojaves vu depuis Big Bear.
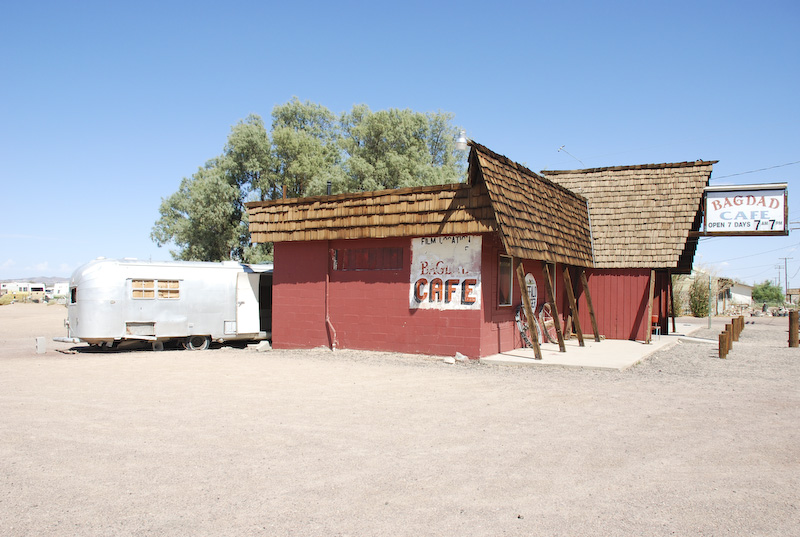
Bagdad Café, vue rapprochée, août 2007.

## Bande originale
| 1.         | Calling You (chanson interprétée par Jevetta Steele)                                                | Bob Telson                     | Bob Telson                 | 5:24 |
| 2.         | Blues-Harp (instrumental, William Galison à l'harmonica)                                            |                                | Bob Telson                 | 0:58 |
| 3.         | Zwiefach (danse traditionnelle allemande, interprétée par l'ensemble Deininger Blasmusik)           |                                | Arrangement par Otto Ebner | 2:31 |
| 4.         | Brenda, Brenda (chanson interprétée par Jearlyn Steele-Battle, Marianne Sägebrecht, Tony Joe White) | Lee Breuer (en) et Percy Adlon | Bob Telson                 | 6:22 |
| 5.         | Prélude en do majeur du Clavier bien tempéré, livre I (interprété au piano par Darron Flagg)        |                                | Jean-Sébastien Bach        | 2:35 |
| 6.         | Calliope (instrumental)                                                                             |                                | Bob Telson                 | 0:58 |
| 7.         | Calling You (chanson interprétée par Bob Telson)                                                    | Bob Telson                     | Bob Telson                 | 5:21 |
| 24 min 9 s | |                                |                            |      |

Musiciens
- Claviers : Bob Telson
- Saxophone alto : Josh Schneider
- Batterie : Bob Riley
- Harmonica : William Galison
- Guitare : Tiberio Nascimento
- Chœurs : Lincoln Schleifer

## Accueil
« Le public français fit un triomphe à cette comédie venue d'Allemagne, dont la liberté de ton échappe à toute étiquette. Mais le propos de Bagdad Café donne de vraies raisons à son succès : c'est l'histoire d'un monde où les frontières culturelles n'existent plus. Un sujet sérieux qui prend le parti de la fantaisie avec cette image inoubliable d'une Bavaroise massive, en loden et chapeau à plumes, larguée en plein désert de Mojave, dans l'Ouest américain. Ovni folklorique, elle devient la fée d'un motel minable que sa passion du ménage va refaire briller, le Bagdad Café. Y importer son art de vivre germain et sa curiosité pour les us et coutumes de la communauté, où elle trouve sa place. Les routiers et leur passion des tatouages, la patronne noire et son fils qui ne s'intéresse qu'à Bach, un peintre venu de Hollywood et un campeur fou de boomerang… chacun a son dada. L'idée généreuse, c'est que toutes les singularités peuvent dialoguer. C'est une fable, l'artifice des couleurs est là pour le rappeler. Mais dans cette utopie, le cinéaste a mis une irrésistible conviction. »

— Frédéric Strauss, Télérama.
Le film a obtenu un vif succès en France (plus de 2 300 000 spectateurs) tout comme la chanson originale Calling You.

## Distinctions

### Récompenses
- Bayerischer Filmpreis 1987 : Meilleur scénario[4],[5].
- Union de la presse cinématographique belge 1988 : prix Humanum UPCB/UBFP.
- Festival international du film de Seattle 1988 : Meilleur film[6].

- Prix Amanda 1989 : Meilleur film étranger[5].
- Artios 1989 : Meilleur casting pour une comédie[7]
- César du cinéma 1989[8]. :
  - Meilleur film étranger
  - Meilleur film de l'Union européenne
- Deutscher Filmpreis 1988 : Prix d'or de la meilleure interprétation féminine pour Marianne Sägebrecht, et prix d'argent du meilleur film[9]
- Prix Ernst-Lubitsch 1988[5]
- Gilde deutscher Filmkunsttheater 1989 : Meilleur film allemand[5]
- Prix Guldbagge 1989 : Meilleur film étranger[5],[10]
- Roberts 1989 : Meilleur film étranger[5]
- Syndicat français de la critique de cinéma et des films de télévision 1988 : Meilleur film étranger[11]

### Nominations
- Oscar du cinéma 1989 : Meilleure chanson originale pour Calling You, interprétée par Jevetta Steele et composé par Bob Telson[12]

## Dans la culture populaire
Dans le manga One piece, son auteur Eiichiro Oda s'est inspiré du Bagdad Café pour créer le Spider Café que l'on découvre durant l'arc d'Alabasta.